# Pfarrkirche St. Margareten im Rosental

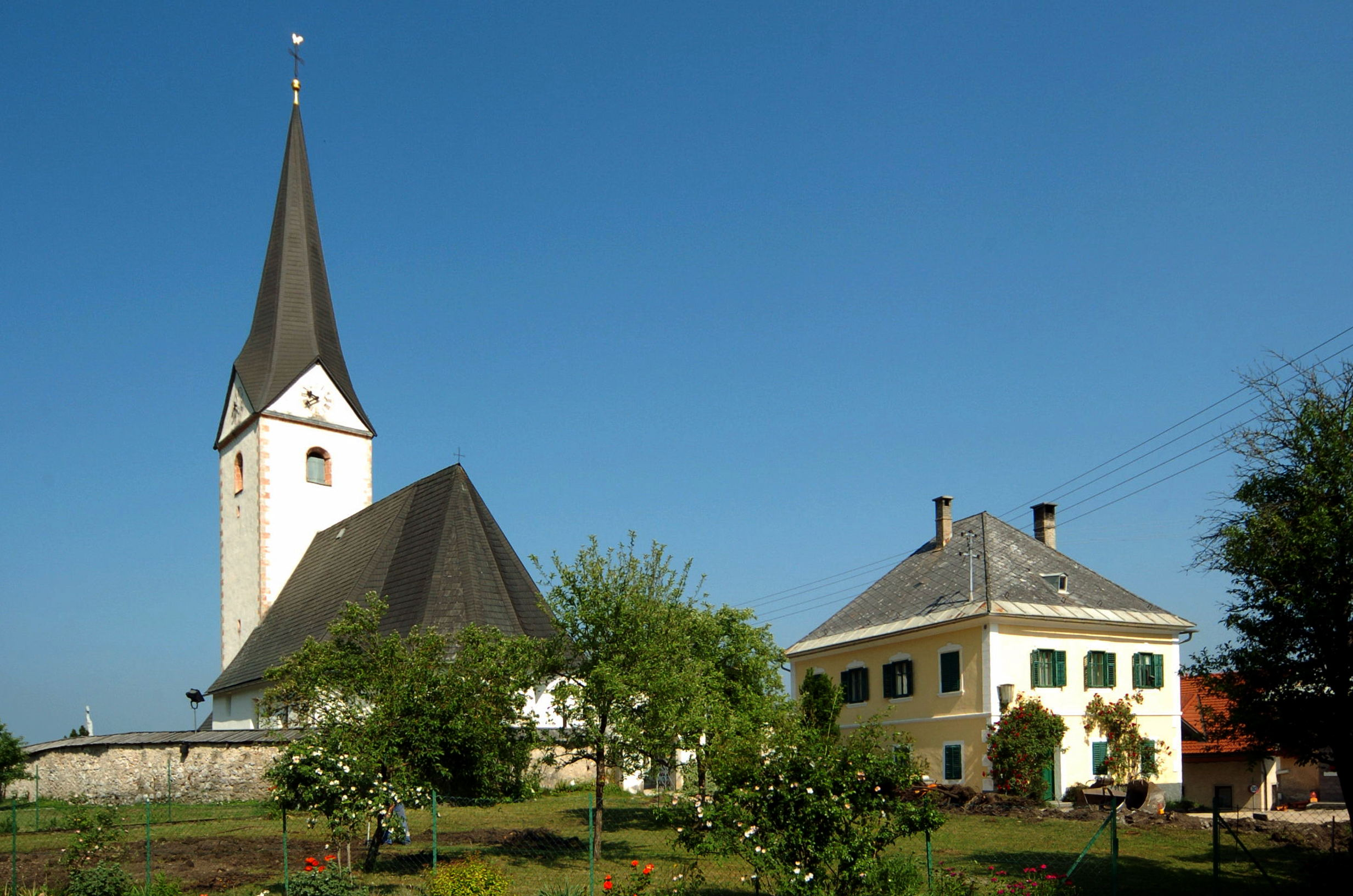

Die römisch-katholische Pfarrkirche St. Margareten im Rosental steht erhöht am Südwestrand vom Ort  St. Margareten im Rosental/Šmarjeta v Rožu.
Eine Kirche in St. Margareten wurde erstmals 1346 urkundlich genannt. Die Gemeinde wurde 1430 zur Pfarre erhoben, welche von den Zisterziensern des Stiftes Viktring von 1443 bis zur Aufhebung des Klosters 1787 betreut wurde. Sie ist der heiligen Margareta geweiht.

## Baubeschreibung

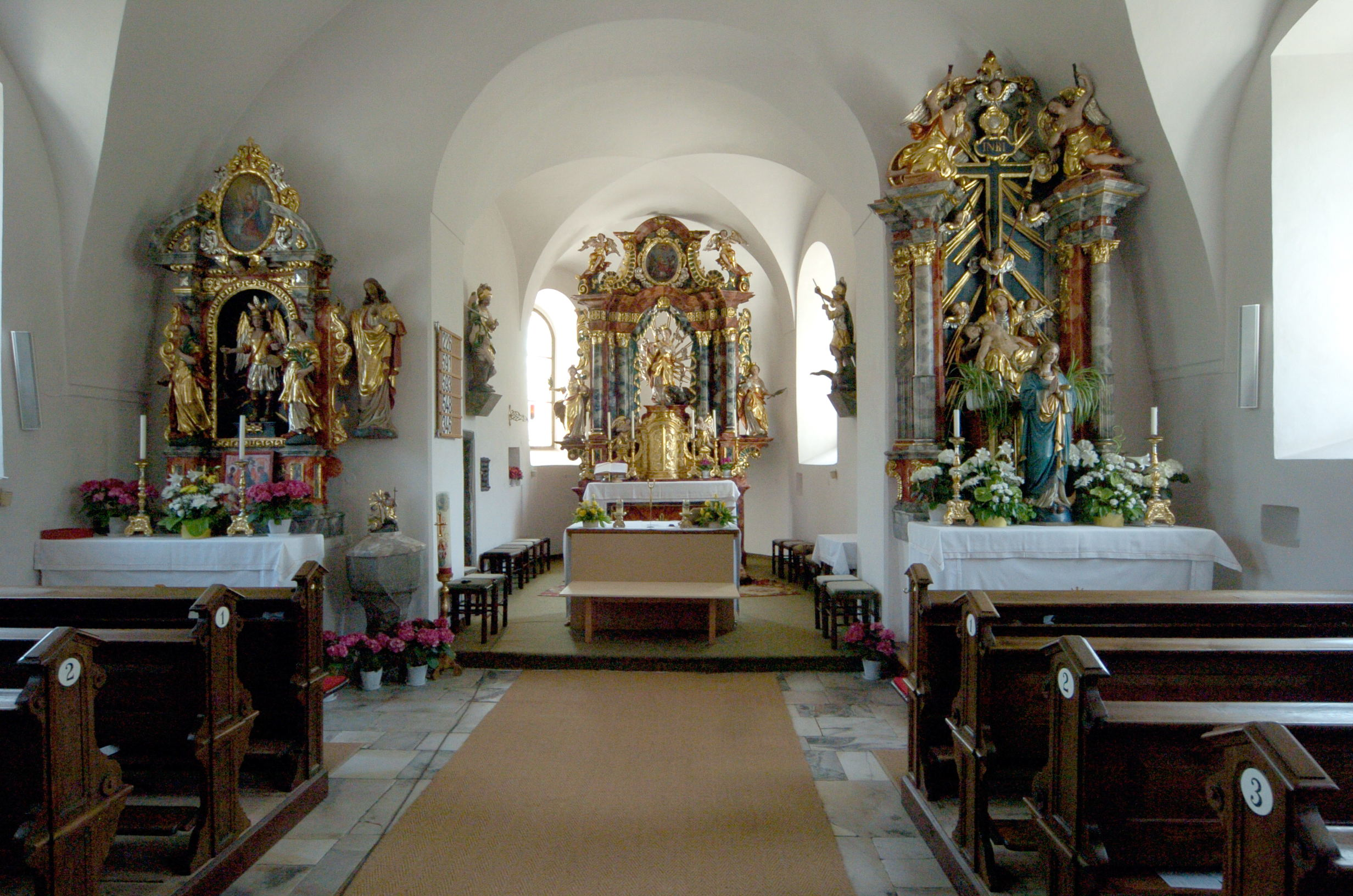
Innenansicht

Das Gotteshaus ist ein im Kern mittelalterlicher Bau, der im Barock erneuert wurde. Der spätgotische Turm mit rundbogigen Schallfenstern wird von einem achtseitigen Spitzhelm bekrönt. Eine Glocke goss Peter Pfinzing im 16. Jahrhundert. Westlich des Turmes wurde wohl 1720 noch ein Vorhallenbau mit einem Stichkappengewölbe angebaut. Man betritt die Kirche durch ein kielbogiges, profiliertes Westportal aus spätgotischer Zeit. Die Vorhalle im Turmerdgeschoß besitzt ein Kreuzrippengewölbe aus dem 15. Jahrhundert und ist durch eine spitzbogige Arkade zum Kirchenschiff hin geöffnet.
Im dreijochigen Langhaus erhebt sich ein Tonnengewölbe mit Stichkappen aus dem 17. Jahrhundert. Ein rundbogiger Triumphbogen verbindet das Langhaus und den eingezogenen, kreuzgratgewölbten Chor mit einem Fünfachtelschluss. Im Chor befindet sich eine Sakramentsnische mit einem spätgotischen Rosettengitter. An der Chornordseite ist eine barocke Sakristei mit Stichkappentonnengewölbe angebaut.

## Einrichtung
Der barocke Hochaltar von 1754 wurde 1768 von Anton Jaggl gefasst und dabei mit älterem Akanthusschnitzwerk ergänzt. Die Mittelfigur der heiligen Margareta wird von den Statuen der Heiligen Barbara und Agnes flankiert. Seitlich stehen auf Konsolen die Skulpturen der Heiligen Martin und Georg.
Der gegen Ende des 17. Jahrhunderts gefertigte linke Seitenaltar trägt die Figuren der heiligen Michael, Lucia und Agathe. Der rechte Seitenaltar mit einer Pietà vor einem Kreuz und Engeln mit Leidenswerkzeugen stammt aus der Mitte des 18. Jahrhunderts. Am Korb der Kanzel aus der Mitte des 18. Jahrhunderts sind in Medaillons die vier Evangelisten dargestellt. Zur weiteren Ausstattung der Kirche zählen barocke Statuette Maria Magdalenas und des Evangelisten Johannes sowie ein spätgotischer Taufstein. Ein um 1510/1520 gefertigtes spätgotisches Kruzifix ist in Verwahrung.